# 友好运动会

西雅图第2届友好运动会标志。

友好运动会（英語：Goodwill Games）是一项由泰德·透納创办的国际性运动赛事。由于1979年苏联入侵阿富汗，美国等西方国家拒绝参加1980年莫斯科奥运会，而作为反击，苏联也没有参加1984年洛杉矶奥运会。友好运动会的创办正是为了缓解当时的政治对立。
第1届友好运动会于1986年在莫斯科举行，共设182个项目，吸引了79个国家的3000多名运动员前来参加，此次比赛也打破了多项世界纪录。
1994年的比赛在圣彼得堡举行，俄罗斯人打破了5项举重的世界纪录。此次比赛是第一个设立沙滩排球比赛的国际赛事，而后沙滩排球进入奥运会。1998年的比赛在纽约市举行。
时代华纳澳洲后来买下了这项比赛的所有权，而后在2001年举行了最后一届比赛，此次比赛澳大利亚大获全胜。

## 歷屆賽事

### 夏季友好运动会
- 1986年 - 苏联莫斯科
- 1990年 - 美国西雅图
- 1994年 - 俄罗斯圣彼得堡
- 1998年 - 美国纽约
- 2001年 - 澳大利亚布里斯班
- 2005年 - 凤凰城（取消）

### 冬季友好运动会
- 2000年 - 美国普莱西德湖
- 2005年 - 加拿大卡尔加里（取消）

## 參加代表团
| 非洲及中東 - 阿尔及利亚 - 布吉納法索 - 衣索比亞 - 摩洛哥 - 纳米比亚 - 尼日尔 - 塞内加尔 - 塞舌尔 - 突尼西亞 - 坦桑尼亚 - 北也門 - 辛巴威 亞洲及大洋洲 - 柬埔寨 - 中國 - 日本 - 新西兰 - 菲律賓 - 美属萨摩亚 - 中華臺北 - 越南 | 東歐 - 保加利亚 - 捷克斯洛伐克（ 捷克） - 东德 - 爱沙尼亚 - 匈牙利 - 拉脫維亞 - 立陶宛 - 波蘭 - 羅馬尼亞 - 苏联（ 俄羅斯） - 乌克兰 西歐 - 英国 - 芬兰 - 法國 - 西德（ 德国） - 希腊 - 愛爾蘭 - 義大利 - 葡萄牙 - 西班牙 - 瑞典 | 北美洲 - 加拿大 - 墨西哥 - 美国 中美地區 - 巴哈马 - 古巴 - 牙买加 - 波多黎各 - 千里達及托巴哥 南美洲 - 阿根廷 - 巴西 - 哥伦比亚 - 秘魯 - 乌拉圭 |  |